# Grækenlandsstenene
Grækenlandsstenene er en gruppe svenske runesten som nævner en rejse til Grækenland, eller er rejst efter en såkaldt grækenlandsfarer. Med Grækenland mentes der i denne sammenhæng det Byzantinske Rige.
Oftest drejer det sig om en indskrift hvor personen som mindesmærket er tilegnet, er død i Grækenland, eller efter nogen som fået tilnavnet "grækenlandsfareren". Et sådant eksempel er runesten U 956, som Stenhild rejste til minde efter sin mand Vidbjörn, grækenlandsfareren.